# Keeskopf
Keeskopf – szczyt w Schobergruppe, podgrupie Wysokich Taurów w Alpach Wschodnich. Leży w Austrii, na granicy Karyntii i Tyrolu. Jest jednym ze szczytów grani oddzielającej doliny Debanttal i Gradentall.

## Przypisy

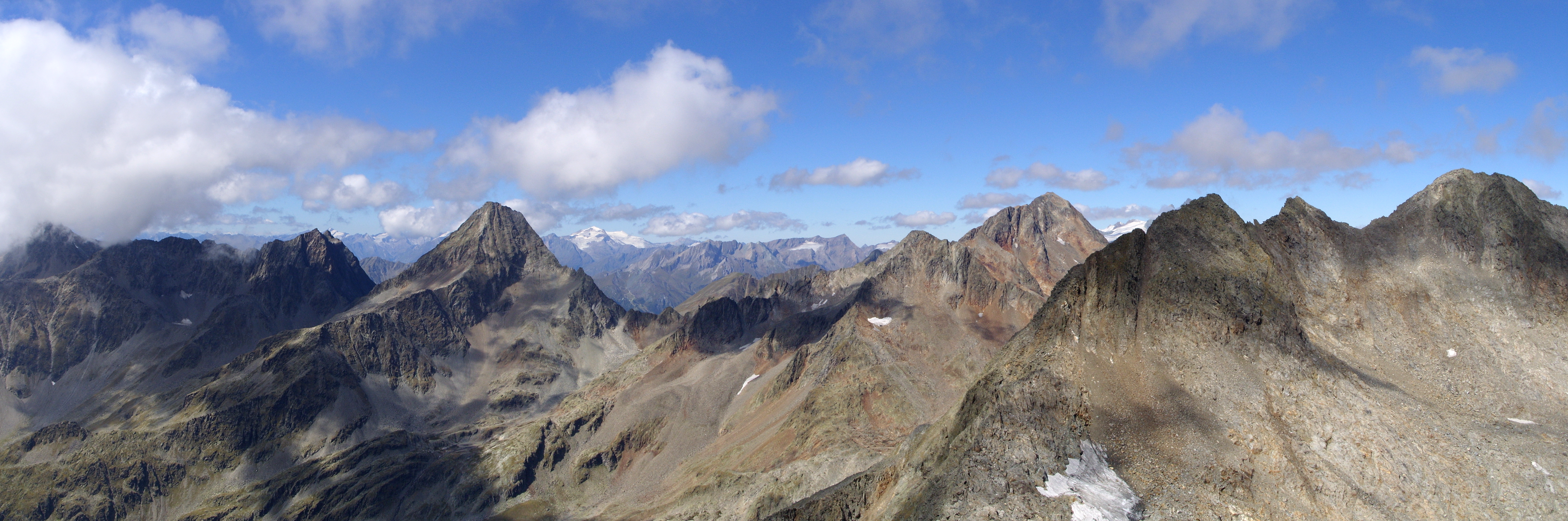
Panorama z wierzchołka Keeskopfa (wrzesień 2011)